# Duarte Galvão

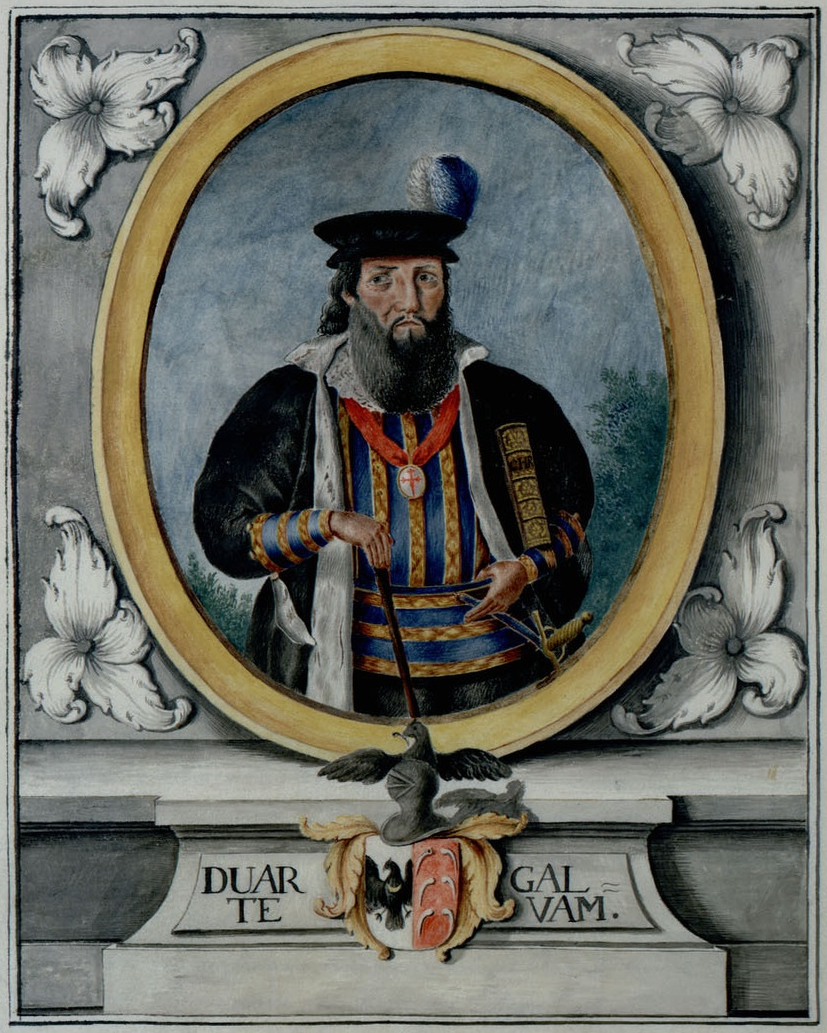
Duarte Galvão

Duarte Galvão (Évora, 1446 -  isla de Kamaran, mar Rojo, 9 de junio de 1517) fue un historiador y diplomático portugués.

## Biografía
Hijo de Ruy Galvão, secretario de Alfonso V y notario general del reino, nació en Évora, según algunos autores en 1438 y según otros en 1445 o 1446; recibió algunos encargos diplomáticos ya en el reinado de Alfonso V; sucedió a Fernão Lopes como cronista real y fue consejero y secretario del rey Juan II; actuó como embajador ante el papa Alejandro VI, el emperador Maximiliano I y el rey de Francia; continuó luego como consejero y embajador con Manuel I de Portugal. Ya muy anciano, y recibida una embajada de Abisinia en Portugal, fue enviado para devolver ese honor ante el rey David a Etiopía por Manuel I, acompañado por el misionero Francisco Álvares, muriendo durante el viaje en el mar Rojo, en la isla de Kamaran sin haber logrado cumplir su objetivo.
Manuel I le encargó refundir las antiguas crónicas, en particular la Crónica Geral do Reino de 1419, atribuida a Fernão Lopes, de lo cual surgió su obra principal, la Chronica do Muito Alto e Muito Esclarecido Príncipe D. Afonso Henriques, Primeiro Rey de Portugal, una copia de la cual, conservada en la Torre de Tombo, fue publicada en folio por Miguel Lopes Ferreira en Lisboa en 1726. Se conservan, además, de su autoría, una Carta a Afonso de Albuquerque (publicada en 1903, en el III volumen de las Cartas de Afonso de Albuquerque) y la Carta ao Secretário de Estado António Carneiro (probablemente escrita en 1514). Su hermano, el obispo de Coímbra João Galvão, era adepto a los ideales de Joaquín de Flora (1135-1202), un abad italiano ligado al culto del Espíritu Santo, y  contribuyó a fomentar la idea del origen mítico del imperio portugués y al desarrollo posterior de la idea del Quinto Imperio.